# Ibn Wafid
Ibn Wāfid oder Abenguefith (arabisch ابن وافد, DMG Ibn Wāfid bzw. mit vollem Namen أبو المطرف عبد الرحمن بن محمد بن عبد الكبير بن يحيى بن وافد بن مهند اللخمي, DMG Abū l-Muṭarrif ʿAbd ar-Raḥmān b. Muḥammad b. ʿAbd al-Kabīr b. Yaḥyā b. Wāfid b. Muhannad al-Laḫmī, europäisiert: Abenguefith, geboren 998/1008, Toledo, al-Andalus; gestorben 1074/1075 ebenda) war ein andalusischer Arzt und Botaniker.

## Leben
Ibn Wāfid wurde in Toledo in die adlige Familie der Bāni Wāfid geboren. Die Lebensdaten werden mit 389 (islam.)/998-999 oder 398 (islam.)/1007-1008 geboren und 467 (islam.)/1074–75 gestorben angegeben. Er wirkte als Arzt, Pathologe, Botaniker, Pharmakologie und Agronom. Er war Muslim und verbrachte den größten Teil seines Lebens in Toledo.
Während der Herrschaft von al-Mamun von Toledo (gest. 1075) bekleidete er ein politisches Amt (Wesir), war aber grundsätzlich ein Mann der Wissenschaft. Er war ein Kenner der Werke von Dioskurides und Galen, deren Lehren er für seine eigenen medizinischen Abhandlungen verwendete, sowie der Werke von Aristoteles und anderer Philosophen.
Um sein Wissen zu erweitern, zog er nach Córdoba, wo er die Lehren von Abu l-Qasim, dem Arzt von al-Hakam II., kennenlernte. Nach dieser Reise ließ er sich endgültig in Toledo nieder, wo er im Auftrag von al-Mamun einen botanischen Garten, den Huerta del Rey, auf dem Feld zwischen dem Palacio de Galiana und dem Tejo anlegte. darin experimentierte er mit verschiedenen Pflanzenarten und forschte zu Akklimatisation und künstlicher Düngung.
In seiner Tätigkeit als Arzt versuchte er stets, bei der Behandlung von Krankheiten die einfachste und direkteste Methode anzuwenden und bevorzugte einfache Heilmittel. Er erzielt zahlreiche Erfolge bei der Heilung schwerer Krankheiten.

## Werke
Drei seiner Werke sind erhalten:
- Kitāb al-Adwiya al-Mufrada (arabisch كتاب الأدوية المفردة, lateinisch De medicamentis simplicibus, spanisch Libro de los Medicamentos Simples dt.: „Buch der einfachen Arzneien“), übersetzt in Latein, Hebräisch und Catalán.
- Kitāb ar-Rašād fī ṭ-ṭibb (?) wurde möglicherweise durch einen Übertragungsfehler zu Kitāb al-Wasād fī ṭ-ṭibb - (spanisch Libro de la almohada, dt.: „Buch des Kissens“), Arzneibuch und therapeutisches Handbuch.
- Suma de agricultura identisch mit der Agricultura general von Gabriel Alonso de Herrera.

Weitere Werke die möglicherweise von ihm stammen, aber nur lateinisch überliefert sind:
- De balneis sermo, Abhandlungen über Balneologie und
- eine Abhandlung über Augenheilkunde.

## Kitāb al-Adwiya al-Mufrada
Kitāb al-Adwiya al-Mufrada (lat.: De medicamentis simplicibus, „Das Buch der einfachen Arzneimittel“), eine Abhandlung über die therapeutische Anwendung einfacher Substanzen (nicht in Kombination mit anderen) pflanzlichen, mineralischen oder tierischen Ursprungs. Im 11. Jahrhundert von Ibn Wafid in Toledo verfasst, stellt es eine Überarbeitung der früheren Werke von Dioskurides und Galen dar. Es heißt, dass Ibn Wafid mehr als zwanzig Jahre für die Fertigstellung benötigte.
Die ursprüngliche arabische Version des Buches gilt als verschollen. Dennoch sind ein in Aljamía (Hebräisch-Arabisch), verfasstes Manuskript und teilweise Übersetzungen in Latein und Katalanisch erhalten geblieben. Es wurde in den 1990ern in arabische Schrift zurück-transkribiert und ins Spanische (Kastilianische) übersetzt.

## Libro de la Almohada
Möglicherweise hat ein Transkriptionsfehler des im Libanon geborenen spanischen Arabisten, Bibliographen und Bibliothekars Miguel Casiri Ibn Wafids „Medizinischen Führer“ = „Kitāb ar-Rašād fī ṭ-ṭibb“ zu „Kitāb al-Wasād fī ṭ-ṭibb“ („Buch des Kissens“) gemacht.
Das Libro de la Almohada ist ein Arzneibuch und ein therapeutisches Handbuch. Im Wesentlichen handelt es sich um ein praktisches Handbuch, das hauptsächlich auf der Erfahrung des Autors basiert und Beschreibungen zusammengesetzter Arzneimittel enthält und gewissermaßen eine Ergänzung zum Kitāb al-Adwiya al-Mufrada darstellt.